# Grigori Vechin
Grigori Ivanovitsj Vechin (Russisch: Григо́рий Ива́нович Ве́хин) (Jerovo (oblast Vologda), 15 januari 1901 - Cherson, 30 december 1989) was een generaal tijdens de Tweede Wereldoorlog en Held van de Sovjet-Unie.
Vechin ging in 1919 in dienst bij het Rode Leger en vocht tijdens de Russische Burgeroorlog. Gedurende de Winteroorlog diende hij als kolonel als chef-staf van een infanteriedivisie. Tijdens de Tweede Wereldoorlog voerde Vechin het bevel over meerdere infanteriedivisies en op 27 januari 1943 werd hij bevorderd tot generaal-majoor. Vanaf september 1943 had hij het commando over de 350e Infanteriedivisie, waarmee hij via Midden-Oekraïne en Zuidwest-Polen naar Berlijn en later naar Praag trok. Voor zijn kundige commandovoering, persoonlijke moed en de successen van zijn divisie werd Vechin op 29 mei 1945 tot Held van de Sovjet-Unie benoemd.
In 1948 verliet Vechin de militaire dienst. Vechin woonde in de stad Cherson in Oekraïne en overleed op 30 december 1989 op 88-jarige leeftijd.

## Decoraties
- Held van de Sovjet-Unie
- Orde van Lenin (drie keer) op 23 september 1944[1], 21 februari 1945[1] en 29 mei 1945[1]
- Orde van de Rode Banier (vier keer) op 15 januari 1940[1], 1 maart 1944[1], 27 juli 1944[1] en 3 november 1944[1]
- Orde van Soevorov 2e Klasse
- Orde van de Vaderlandse Oorlog 1e Klasse op 28 mei 1943[1] en 11 maart 1985[1]
- Jubileumsmedaille voor Militaire Dapperheid ingesteld ter herinnering aan de Honderdste Verjaardag van Vladimir Iljitsj Lenin
- Medaille voor de Verdediging van Leningrad in 1943[1]
- Medaille voor de Verdediging van de Sovjet-Poolregio
- Medaille voor de Overwinning over Duitsland in de Grote Patriottische Oorlog 1941-1945
- Jubileummedaille Twintig Jaar van de overwinning in de Grote Patriottische Oorlog 1941-1945
- Jubileummedaille Dertig Jaar van de overwinning in de Grote Patriottische Oorlog 1941-1945
- Jubileummedaille Veertig Jaar van de overwinning in de Grote Patriottische Oorlog 1941-1945
- Medaille voor de Bevrijding van Praag
- Medaille Veteraan van het Leger van de Sovjet-Unie
- Medaille voor de Verovering van Berlijn
- Jubileummedaille voor de 20e verjaardag van het Rode Leger
- Jubileummedaille "30 jaar van Sovjet Leger en Marine"
- Jubileummedaille "50 Jaar Strijdkrachten van de Sovjet-Unie"
- Jubileummedaille "60 Jaar Strijdkrachten van de Sovjet-Unie"
- Jubileummedaille "70 Jaar Strijdkrachten van de Sovjet-Unie"
- Medaille als Aandenken aan 250 jaar Leningrad
- Oorlogskruis (Tsjecho-Slowakije)[1]